# Konkołowicze
Konkołowicze (biał. Канкаловічы, Kankałowiczy; ros. Конколовичи, Konkołowiczi) – wieś na Białorusi, w obwodzie mińskim, w rejonie stołpeckim, w sielsowiecie Zajamno, nad Niemnem i przy drodze republikańskiej R54. Graniczy ze Stołpcami.

## Historia
W dwudziestoleciu międzywojennym leżały w Polsce, w województwie nowogródzkim, w powiecie stołpeckim, w gminie Stołpce. W 1921 miejscowość liczyła 95 mieszkańców, zamieszkałych w 16 budynkach, w tym 74 Białorusinów, 20 Polaków i 1 Rosjanina. 75 mieszkańców było wyznania prawosławnego i 20 rzymskokatolickiego.
Po II wojnie światowej w granicach Związku Sowieckiego. Od 1991 w niepodległej Białorusi.